# Damir Skomina
Damir Skomina (Koper, Eslovenia, 5 de agosto de 1976) es un árbitro de fútbol de Eslovenia que pertenece a la UEFA.

## Trayectoria
Skomina fue el cuarto árbitro en casi todos los partidos de la Eurocopa 2008. Arbitró los cuartos de final del torneo de fútbol de los juegos olímpicos de Pekín 2008. También arbitró la UEFA champions league 2011-12 y la Eurocopa 2012.
Por eliminatorias a la Copa Mundial de la FIFA Brasil 2014, Skomina ha dirigido un total de 9 partidos, siendo el último de estos, el disputado entre las selecciones de Inglaterra y Polonia, en el cual el marcador fue favorable a los ingleses por 2-0. En estas eliminatorias, Skomina ha mostrado 31 tarjetas amarillas y 3 tarjetas rojas.
Tiene un acumulado de 166 partidos con un registro de 668 tarjetas amarillas y 37 tarjetas rojas.
Ha sido uno de los árbitros con más regularidad a nivel continental, lo que le ha valido para ser preseleccionado por la FIFA para el próximo campeonato mundial de fútbol.

## Copa Mundial de la FIFA
| Copa Mundial de Fútbol de 2018 – Rusia | Copa Mundial de Fútbol de 2018 – Rusia | Copa Mundial de Fútbol de 2018 – Rusia | Copa Mundial de Fútbol de 2018 – Rusia | Copa Mundial de Fútbol de 2018 – Rusia | Copa Mundial de Fútbol de 2018 – Rusia   | Copa Mundial de Fútbol de 2018 – Rusia | Copa Mundial de Fútbol de 2018 – Rusia |
| Fecha                                  | Partido                                | Sede                                   | Fase                                   | Amonestado                             | Otorgado · Otorgado otra vez · Expulsado | Expulsado                              | Anotado · Penal                        |
| -------------------------------------- | -------------------------------------- | -------------------------------------- | -------------------------------------- | -------------------------------------- | ---------------------------------------- | -------------------------------------- | -------------------------------------- |
| 19 de junio de 2018                    | Colombia 1 – 2 Japón                   | Saransk                                | Fase de grupos                         | 3                                      | 0                                        | 1                                      | 1                                      |
| 28 de junio de 2018                    | Inglaterra 0 – 1 Bélgica               | Kaliningrad                            | Fase de grupos                         | 2                                      | 0                                        | 0                                      | 0                                      |
| 3 de julio de 2018                     | Suecia 1 – 0 Suiza                     | San Petersburgo                        | Octavos de final                       | 3                                      | 0                                        | 1                                      | 0                                      |